# Head over Heels (canción de Go-Go's)
«Head over Heels» es una canción de la banda femenina de pop rock/new wave The Go-Go's, lanzada en febrero de 1984 como el primer sencillo de su tercer álbum de estudio, Talk Show. La canción fue escrita por las miembros de la banda Charlotte Caffey y Kathy Valentine, y producida por el productor inglés Martin Rushent. 
La guitarrista rítmica de The Go-Go's, Jane Wiedlin, ha citado "Head over Heels" como su canción favorita, describiéndola como "simplemente un clásico. Como una pequeña trufa de chocolate que es completamente deliciosa".
La canción fue el más exitoso de los tres sencillos del álbum, alcanzando el número 11 en el Billboard Hot 100 de Estados Unidos. También pasó tres semanas en el número 10 del Cash Box Top 100.
El musical de Broadway de 2018 Head over Heels, que utilizó la música de The Go-Go's, tomó su título de la canción e incluyó la canción como número de apertura en el segundo acto del espectáculo.

## Video musical
Se produjo un video musical para la canción, en el que se puede ver a las integrantes de The Go-Go's tocando instrumentos, así como a Jane Wedlin leyendo un libro y un avión Boeing 727 de US Airways volando en el fondo, entre otros elementos.

## Lista de canciones
sencillo 7" (I.R.S. Records – ILSA 4254)
A "Head over Heels" – 3:38
B "Good For Gone" – 2:53

## Posicionamiento en listas
| Lista (1984)                       | Máxima posición |
| ---------------------------------- | --------------- |
| Canadá (RPM Top Singles)           | 35              |
| Estados Unidos (Billboard Hot 100) | 11              |
| Estados Unidos (Cash Box Top 100)  | 10              |

## Personal
- Belinda Carlisle – voz principal
- Kathy Valentine – bajo, guitarra solista, voz
- Gina Schock – batería
- Charlotte Caffey – guitarra solista, teclados, voz
- Jane Wiedlin – guitarra rítmica, voz
- Martín Rushent – productor, Ingeniero
- Douglas Brian Martin – diseño
- Chris Craymer – fotografía
- Front Line Management – dirección